# Dundee Hills AVA

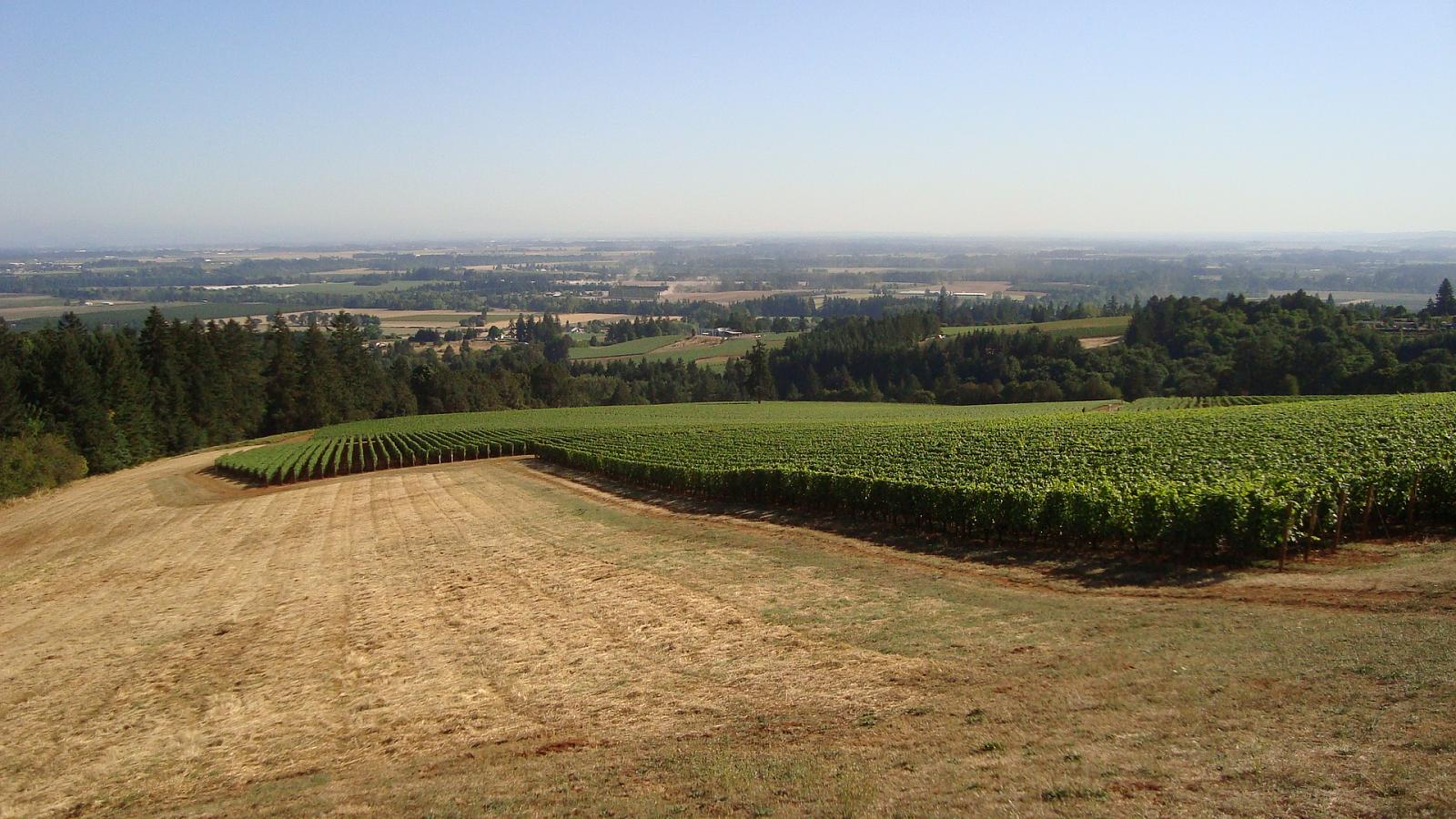
Pinot Noir-Trauben auf der Domaine Drouhin in der Weinregion Willamette Valley in den Dundee Hills

Die Hügelkette der Dundee Hills (anerkannt seit 2004) ist ein Weinbaugebiet im US-Bundesstaat Oregon, die ersten Weine wurden dort Mitte der 1960er angebaut. Die geschützte Herkunftsbezeichnung (American Viticultural Area) ist Teil der übergeordneten Willamette Valley AVA und liegt südwestlich von Portland in der Nähe der Gemeinde Dundee in Verwaltungsgebiet von Yamhill County im Nordwesten Oregons. Die Hügelkette zieht sich entlang einer von Norden nach Süden ausgerichteten Linie auf der westlichen Talseite des Willamette Rivers, die durch die Coast Range vor schweren Regenfällen und Stürmen abgeschirmt wird. Die Dundee Hills werden aufgrund ihrer roten Erde auch als Red Hills bezeichnet, der Boden ist stark eisenhaltig.